# حمامة نلغيري
حمامة نلغيري (الاسم العلمي: Columba elphinstonii) هي حمامة كبيرة توجد في الغابات النفضية الرطبة وشولاس في منطقة غاتس الغربية في جنوب غرب الهند. هم في الغالب آكلون للثعابين ويتغذون في مظلة غابات التلال الكثيفة. من الأفضل تحديدها في الميدان من خلال حجمها الكبير وألوانها الداكنة ونمط رقعة الشطرنج المميز على مؤخرتها.

## وصف

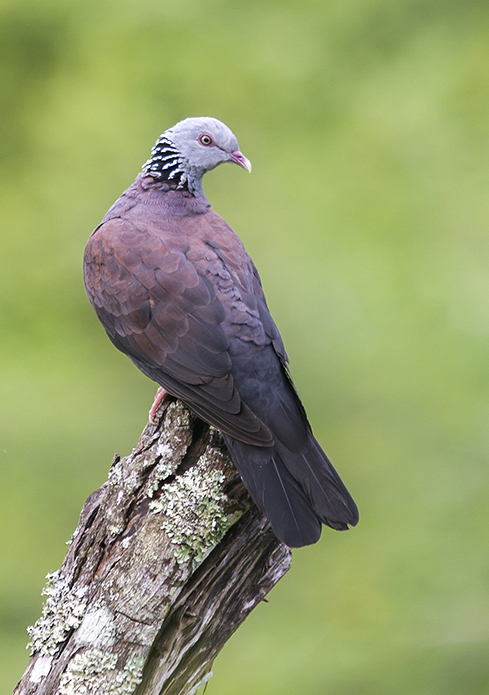
صورة حمامة نلغيري من مونار في كيرالا

تظهر هذه الحمامة باللون الرمادي الداكن وتتميز برقعة منقوشة بالأبيض والأسود مصنوعة من ريش صلب ذو رؤوس بيضاء على مؤخرة العنق. للذكر تاج رمادي شاحب بينما الأنثى لها تاج رمادي داكن مع حلق شاحب. أكثر الأنواع الأخرى إرباكًا هي الحمام الإمبراطوري الجبلي، لكن هذه الأنواع لها أغطية سفلي شاحبة. الأرجل وقاعدة الفاتورة حمراء.

## توزيع
تم العثور على الأنواع بشكل رئيسي على طول غاتس الغربية وفي تلال نلغيري. على الرغم من وجوده بشكل رئيسي في التلال، إلا أنه يُرى أحيانًا على ارتفاعات منخفضة داخل غاتس الغربية. يعيش عدد قليل من السكان على التلال المرتفعة في شبه الجزيرة مثل تلال بيليجييرانجان وتلال ناندي بالقرب من بنغالور.

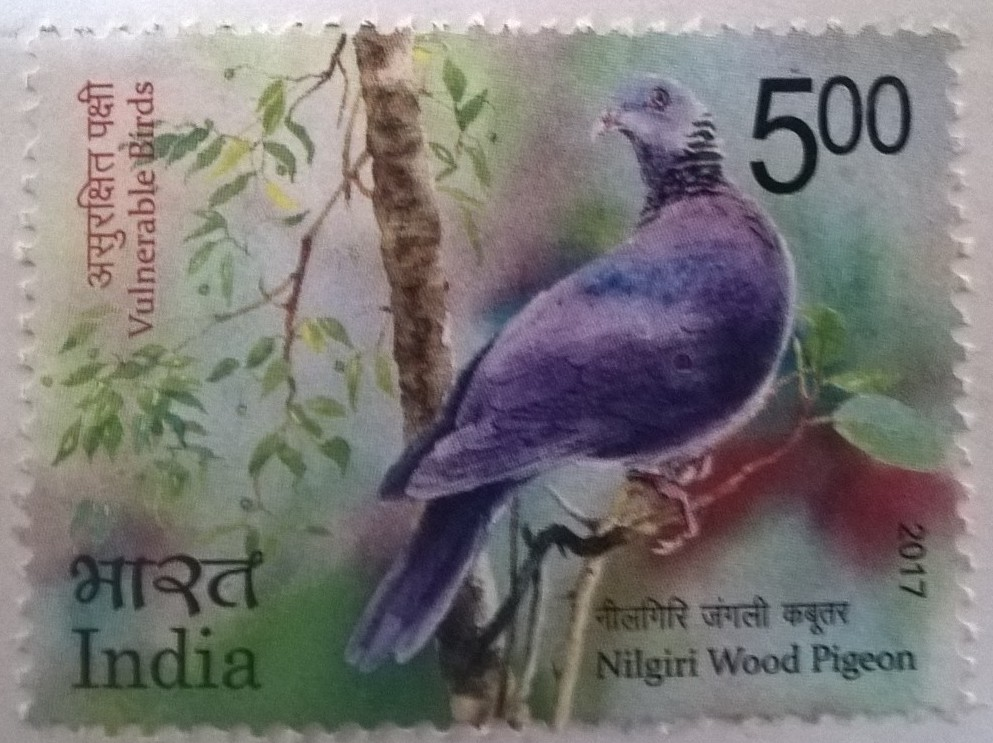
طابع بريدي في الهند يصور حمامة نلغيري

## السلوك والبيئة
عادة ما يُرى حمام نلغيري منفردًا، في أزواج أو في مجموعات صغيرة، يتغذى بالكامل تقريبًا على الأشجار ولكنه ينزل أحيانًا إلى الأرض ليغذي الثمار المتساقطة. على الرغم من أنها تتغذى بشكل أساسي على الفاكهة، فقد تم تسجيلها وهي تأخذ القواقع الصغيرة واللافقاريات الأخرى. يمتد موسم التكاثر من مارس إلى يوليو، حيث يصنعون منصة واهية من الأغصان ويضعون بيضة بيضاء واحدة والتي عادة ما تكون مرئية من أسفل العش. تتغذى على ثمار كبيرة وقد تلعب دورًا مهمًا في تشتت بذور العديد من أشجار الغابات. يتم تفضيل ثمار عائلة غارية بشكل خاص ويتم جمع معظم طعامهم عن طريق التقاط الأغصان الخارجية للمظلة الوسطى والعليا. تم تسجيلهم وهم يبتلعون التربة التي قد توفر مغذيات معدنية أو تساعد على الهضم. غالبًا ما يقومون بحركات داخل الغابة وفقًا لمواسم الإثمار لأشجارهم المفضلة. نداءهم عبارة عن صوت منخفض التردد يشبه صوت اللانغور «الذي» يتبعه سلسلة من الملاحظات العميقة «من ومن ومن».

## روابط خارجية
- الصور ومقاطع الفيديو